# جون أوت (مصور)
جون أوت (بالإنجليزية: John Ott)‏ هو مصور ومصور سينمائي أمريكي، ولد في 23 أكتوبر 1909، وتوفي في 12 أبريل 2000.

## وصلات خارجية
- جون أوت على موقع IMDb (الإنجليزية)